# GEEKOM
 (février 2025).
GEEKOM est une entreprise multinationale spécialisée dans l'électronique grand public, plus particulièrement dans les mini PC. Son siège de recherche et de conception est situé en Chine.

## Histoire
GEEKOM a été fondée en 2003. Fin 2021, GEEKOM a recentré son activité sur le marché des mini PC et est depuis devenue l'un des principaux fabricants mondiaux de mini PC,.

## Produits
GEEKOM se spécialise dans la production et la vente de mini PC. Elle a lancé son premier mini PC phare, le Mini IT8, le 20 novembre 2021. Le Mini IT8 a été salué comme une alternative "abordable et compacte" aux NUC, une gamme similaire d'ordinateur barebone produite par Intel,. As of August 2022, GEEKOM a commercialisé les trois mini PC suivants en plus du Mini IT8 : le Mini IT8 SE, le MiniAir 11,, et le Mini IT11.
En janvier 2022, GEEKOM s'est associée à Intel pour lancer son premier ordinateur portable de jeu, le GEEKOM BookFun 11, marquant ainsi son entrée sur le marché des ordinateurs portables intelligents.
En 2024, GEEKOM a lancé le A7, ainsi que le A8, un mini PC nouvelle génération doté d'un processeur AMD HawkPoint Ryzen 8040.
En janvier 2025, l'entreprise a lancé le mini PC A6, équipé d'un processeur AMD Ryzen 7 6800H, de mémoire DDR5 et d'une prise en charge des SSD PCIe Gen 4. Logé dans un châssis en aluminium compact de 0,47 litre, il intègre le système de refroidissement IceBlast pour la gestion thermique.